# Chris Milk
Chris Milk (New York, 1970) è un regista e fotografo statunitense, molto attivo nel campo dei video musicali.

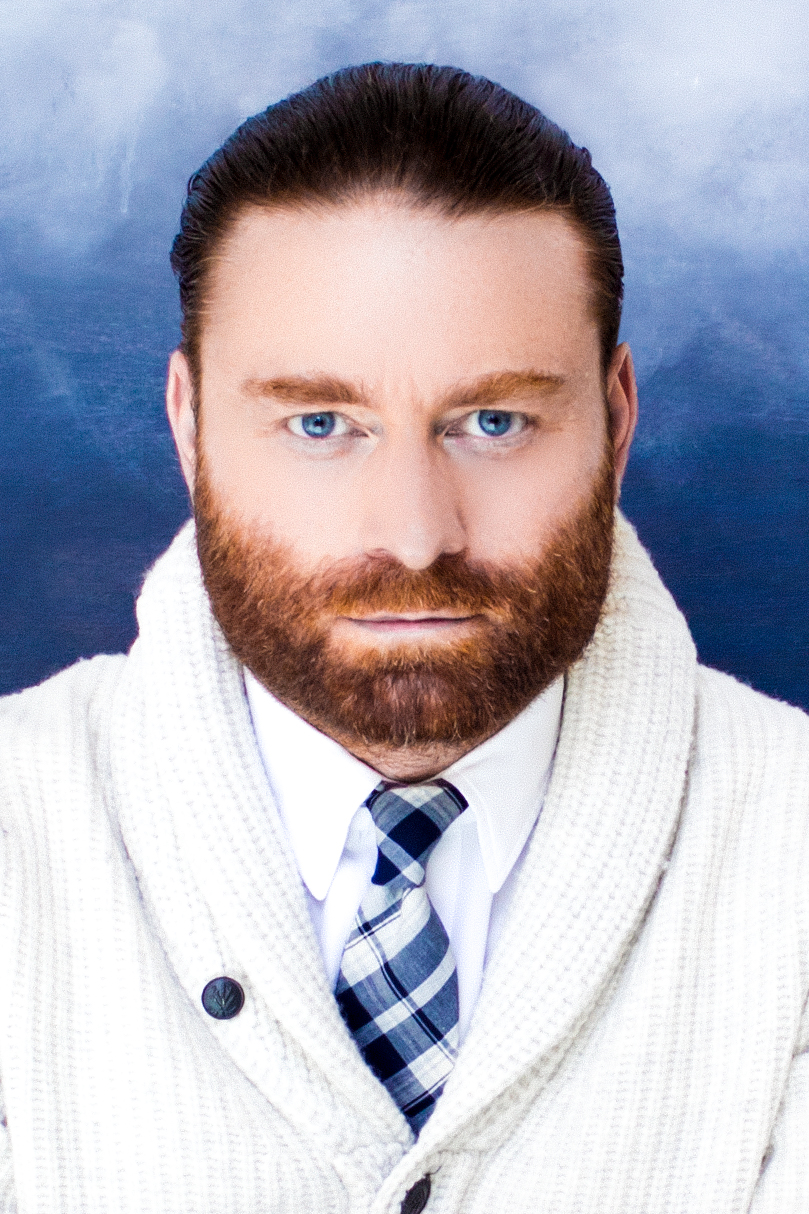
Chris Milk (2015)

Conosciuto per saper mescolare nei suoi video humor e innovazione tecnologica, si è guadagnato premi e nomine in diversi concorsi, tra cui il premio "Regista di Video Musicali dell'anno " nel 2008 dalla Music Video Product Association.

## Biografia
Ha girato video musicali per Kanye West, U2, Courtney Love, Chemical Brothers, Audioslave, Gnarls Barkley e Arcade Fire.
Ha diretto numerosi spot commerciali per importanti aziende internazionali.

## Video musicali
2003
- The Chemical Brothers feat. The Flaming Lips - "The Golden Path"

2004
- Courtney Love - "Mono"
- Kanye West feat. Syleena Johnson - "All Falls Down"
- Kanye West - "Jesus Walks" (Version 2 - Chain Gang/KKK Burning Cross)
- Jet - "Rollover DJ"
- Modest Mouse - "Ocean Breathes Salty"
- John Mellencamp - "Walk Tall"

2005
- Natasha Bedingfield - "These Words" (North American Version - Boom Boxes)
- Audioslave - "Doesn't Remind Me"

2006
- Kanye West feat. Lupe Fiasco - "Touch the Sky"
- Gnarls Barkley - "Gone Daddy Gone"
- U2 & Green Day - "The Saints Are Coming"

2008
- Gnarls Barkley  - "Who's Gonna Save My Soul"

2010
- Arcade Fire  - "We Used to Wait/The Wilderness Downtown"
- Johnny Cash  - "Ain't No Grave/The Johnny Cash Project"

2011
- Rome (album)  - "3 Dreams of Black"

## Spot televisivi
1999
- 3DO BattleTanx: Global Assault "The Six Million Dollar Bear"
- Terminate "Vendomatic"

altri lavori
- UPN Safe Sex PSA "Stiffy"
- Telstra "Greyhounds"
- Nintendo GameCube
- Sprite "Extreme Is Dead" (spec ad)
- 3DO BattleTanx for Nintendo 64 "Teddy Bear"
- Calve "Gas Station"
- CA Energy Conservation "Supermarket"

2001
- Nintendo Paper Mario "CutOut"

2006
- L.L.Bean "Testing for Life", "Mt. Washington", "The Search"

2007
- Nike "Monument", "Practice", "Grundy", "Leaving", "Passion", "Nicknames"

## Filmografia

### Short film
- Last Day Dream a man watches his life pass before him in 42 seconds http://chrismilk.com/42/

(Produced for the 42 Second Dream Film Festival Beijing China 2009, www.42x42.com)
- Weather (scene from The Weather Man)

## Curiosità
- È stato complice di uno scherzo ai danni di Kanye West, per la trasmissione televisiva Punk'd, durante le riprese del videoclip del singolo Jesus Walks.